# Mauro Fenoglio
Mauro Andrea Fenoglio (Torino, 8 agosto 1904 – Torino, 9 novembre 1980) è stato un calciatore italiano, di ruolo portiere.

## Carriera
Cresciuto nel Torino, esordisce nel campionato di Prima Divisione 1923-1924, giocando già alla prima giornata nella vittoria per 3-0 sul campo del Milan. A fine stagione totalizza 4 presenze in campionato, alternandosi tra i pali con Terzi e Giacone.
Nel 1924 si trasferisce al Piacenza, militante in Seconda Divisione, dovendo svolgere il servizio militare nella città emiliana. Con i biancorossi emiliani disputa un campionato da titolare, prima di far ritorno alla squadra granata al termine del periodo di prestito.